# ابراهیم عوفی
ابراهیم دنابی عوفی (۱۶۲۱–۱۶۸۳م) (نسب کامل:ابراهیم ابن ابی‌بکر اسماعیل دنابی عوفی) حسابدان و قانون‌شناس مصری سوری‌اصل در سدهٔ شانزدهم میلادی/یازدهم هجری بود. نسب‌نامه‌اش عوفی است. رساله‌های بسیاری در علم حساب و ارث (علم الفرائض) نگاشت. همچنین مناسک الحج را نوشت.